# Seznam srbskih skladateljev
Seznam srbskih skladateljev.

## A
- Andrej Aćin

## B
- Momčilo Bajagić Bajaga
- Isidor Bajić
- Jovan Bandur (hrv.-srb.)
- Krešimir Baranović (hrv.-srb.)
- Vartkes Baronijan
- Petar Bergamo
- Stanislav Binički
- Miša Blam
- Svetislav Božić
- Ivan Božičević (srb.-hrv.)
- Goran Bregović
- Rudolf Bruči
- Ingeborg Bugarinović
- Aleksej Butakov

## Č
- Dragutin Čižek (češkega rodu)
- Antonije Čolak-Antić
- Dragutin Čolić

## D
- Dejan Despić

## E
- Zoran Erić

## F
- Jovan Frajt (Jan Frait)
- Ludmila Frajt

## G
- Duško Gojković
- Dragutin Gostuški
- Vladimir Graić

## H
- Vasil Hadžimanov
- Nikola Hercigonja
- Srđan Hofman
- Stevan Hristić (1885-1958)
- Zoran Hristić (1938-2019)

## I
- Sanja Ilić (1951-)
- Vojislav Ilić (1912-1999)

## J
- Davorin Jenko (1835-1914) (slovensko-srbski)
- Ivan Jevtić (1947-)
- Božidar Joksimović (1868-1955)

## K
- Josip Kalčić (slov.-hrv.-srb.)
- Nele Karajlić (1962-)
- Ernő Király (1919-2007) (etnomuzikolog in skladatelj)
- Vojin Komadina (srbski bosanskohercegovski)
- Petar Konjović (1883-1970)
- Dušan Kostić (1925-2005)
- Vojislav "Voki" Kostić (1931-2010)
- Boris Kovač (1955-)
- Ivan Kovač (1937-)
- Kornelije "Bata" Kovač (1942-2022)
- Darko Kraljić (1920–1998)

## L
- Mihovil Logar (1902-1998) (slovenskega rodu)

## M
- Rajko Maksimović
- Oliver Mandić
- Kosta Manojlović
- Ljubica Marić (1909-2003)
- Ilija Marinković
- Josif Marinković
- Kosta Mihajlović
- Milan Mihajlović
- Jelena Milenković
- Miloje Milojević (1884-1946)
- Predrag Milošević
- Vlado Milošević
- Stevan Mokranjac
- Vasilije Mokranjac
- Nadežda Mosusova

## N
- Svetimir Nastasijević
- Novica Negovanović

## O
- Aleksandar Obradović

## P
- Milenko Paunović (1889-1924)
- Jovan Paču
- Aleksandar "Aco" Petrović
- Žarko Petrović
- Paul Pignon
- Berislav Popović (1931-2002)

## R
- Dušan Radić
- Stanojlo Rajičić (1910-2000)
- Milan Ristić (1908-1982)
- Josip Runjanin?

## S
- Miloš Simić
- Vojislav Simić
- Zoran Simjanović
- Zvonimir Skerl
- Ana Sokolović
- Petar Stajić
- Kornelije Stanković
- Ivana Stefanović
- Ljubo Stipišić
- Stevan Stojanović Mokranjac
- Aleksandar Subota

## Š
- Jožef Šlezinger (1794-1870)
- Mirko Šouc

## T
- Marko Tajčević
- Dušan Trbojević (pianist) (1925-2011)
- Vitomir Trifunović

## V
- Zlatan Vauda (slov.-srb.)
- Vaclav Vedral
- Vojislav Vučković (1910-1942)
- Leontina Vukomanović

## Ž
- Nebojša Jovan Živković
- Predrag Živković - Tozovac